# Bulbophyllum densifolium
Bulbophyllum densifolium är en orkidéart som beskrevs av Rudolf Schlechter. Bulbophyllum densifolium ingår i släktet Bulbophyllum och familjen orkidéer. Inga underarter finns listade i Catalogue of Life.